# جون ويك (شخصية)
جون ويك (بالإنجليزية: John Wick)‏ هو شخصية خيالية ابتكرها ديريك كولستاد، وهو بطل الرواية من سلسلة أفلام النيو-نوار الشهيرة جون ويك. يؤدي الشخصية الممثل كيانو ريفز. جون ويك هو قاتل مأجور أسطوري تقاعد حتى اقتحمت عصابة منزله، وسرقت سيارته، وقتلت الجرو الذي أهدته إياه زوجته الراحلة هيلين. هذا يضعه على طريق الانتقام، مما أدى إلى سلسلة من الأحداث التي أدت إلى مطاردته من قبل قسم كبير من عالم الجريمة الإجرامي، بينما كان اسم المجموعة التي تقود قسم عالم الجريمة الإجرامي الذي حاول قتل جون هو المجلس الأعلى.

## سيرة شخصية
ولد جون ويك Jardani Jovonovich (الروسية: Джордани Йованович, البيلاروسية: Ярдані Іовоновіч) في بادوري، جمهورية بيلوروسيا الاشتراكية السوفياتية، الاتحاد السوفيتي في 2 سبتمبر من عام 1964. لقد تيتم في سن مبكرة قبل أن يأخذه صديق قديم لوالده، والذي سيصبح في النهاية مرشد ويك. تم الكشف في سلسلة الكتاب الهزلي المصغرة لجون ويك أنه قضى جزءًا كبيرًا من فترة مراهقته في إل ساوثال بالمكسيك. في وقت من الأوقات، تم تجنيده من قبل جماعة الجريمة المنظمة في روسكا روما ودربته قائدة، وهي امرأة تعرف باسم «المدير», في مدينة نيويورك. تحت إشراف المخرج، تم تدريب جون على أنه قاتل محترف وتعلم المهارات بما في ذلك فنون الدفاع عن النفس والأسلحة النارية والأسلحة الأخرى والقيادة التكتيكية والتسلل وعلم الهروب والمزيد. بعد مغادرته منظمة Ruska Roma, تم اعتقاله لارتكاب جريمة غير محددة وسجنه. عند إطلاق سراحه، تم التلاعب به للانضمام إلى عالم الجريمة السري الذي يعمل من سلسلة فنادق كونتيننتال. أصبح جون في نهاية المطاف أكبر منفذي لنقابة الجريمة الروسية في نيويورك، وأصبح قاتل مأجور لا يرحم يصفه الناس بأنه «رجل التركيز والالتزام والإرادة المطلقة». ولُقّب لاحقًا بـ «بابا ياجا», ووُصِف أيضًا بأنه الرجل الذي سيرسله المرء «لقتل البعبع». كانت شجاعته لدرجة أنه قتل بمفرده ثلاثة رجال بقلم رصاص.
في النهاية وقع جون في حب امرأة تدعى هيلين. على أمل ترك ماضيه كقاتل متعاقد وراءه والسعي إلى حياة طبيعية، التقى جون مع فيجو تاراسوف، رئيس عصابة تاراسوف، الذي وافق على منحه حريته إذا كان بإمكانه تنفيذ ما وصف بأنه «مهمة مستحيلة», مما يعني أنه لم يكن من المتوقع أن ينجو جون من المهمة. من أجل تحقيق هدفه، طلب جون المساعدة من رئيس الجريمة سانتينو دانتونيو، وانتهى به الأمر بعد ذلك مدينًا له بقسم دم يسمى «علامة». قضى ويك على جميع منافسي تاراسوف الرئيسيين، مما مكنه من أن يصبح أحد أقوى زعماء الجريمة في نيويورك. تقاعد جون ويك واستقر مع هيلين، وسمعته الآن أسطورية، وعاش الاثنان معًا في سعادة لمدة خمس سنوات.

### جون ويك(2014)
بعد وفاة هيلين من مرض عضال، لا يزال جون معزولًا إلى حد كبير عن المجتمع ككل. يقضي أيامه في قيادة سيارته الحائزة على جائزة Ford Mustang Boss 429 عام 1969, ويهتم بكلبه الجديد، وهو كلب صيد اسمه ديزي، آخر هدية من زوجته الراحلة. عندما اقتحم يوسف تاراسوف، نجل فيجو، منزله واعتدى على جون، وسرق سيارته وقتل ديزي، فإن هذا يرسل جون للانتقام في حالة هياج عنيفة. مع العلم أن جون لن يتوقف عند أي شيء لقتل يوسف، يحاول فيجو حماية ابنه ويرسل القتلة والأتباع لإيقاف جون، لكن جميعهم قتلوا على يد بابا ياجا القاسي. قام جون في النهاية بالانتقام، فقتل كل من لوسيف وفيجو. بعد ذلك، ينقذ جون جروًا صغيرًا من المقرر أن يُقتل الرحيم من مأوى للحيوانات ويعود إلى المنزل.

### فيلم جون ويك 2(2017)
بعد انتقامه من تاراسوف، استعاد جون سيارته الثمينة من شقيق فيجو، أبرام، وعقد هدنة معه. تبددت آمال جون في العودة إلى التقاعد من قبل رئيس الجريمة في كامورا سانتينو دانتونيو، الذي طالبه بإكمال قسم الدم واغتيال شقيقة سانتينو، جيانا دانتونيو، مما سمح له بأخذ مكانها في The High Table. يرفض الأمر الذي يتسبب في تدمير سانتينو لمنزله نتيجة لذلك. يسافر جون على مضض إلى روما ويفي بالقسم، فقط ليدرك أن سانتينو يستهدفه لقتل جيانا. يرسل سانتينو حارسه الشخصي آريس وحارس جيانا السابق كاسيان بعد ويك لكن كلاهما يفشل في النهاية. يضع سانتينو مكافأة قدرها 7 ملايين دولار على رأس ويك، وبعد ذلك يحصل ويك على المساعدة من Bowery King. وجد جون في النهاية سانتينو في كونتيننتال، حيث لا يُسمح بإراقة الدماء. على الرغم من القاعدة، يقتل جون سانتينو، مما أجبر ونستون على إعلانه «منعه عن العالم الخارجي», مما يعني أنه لم يعد بإمكان جون الاعتماد على خدمات وموارد عالم الجريمة الإجرامي. سمح ونستون لجون بساعة واحدة للهروب قبل أن يصبح المنفصل عن العالم الخارجي نشطًا وتتضاعف المكافأة التي على رأسه.

### جون ويك 3: بارابيلوم(2019)
يستعد جون المطرود والمرهق والمصاب للفرار من نيويورك بينما يتجمع القتلة ويتعلمون من مكافأة قدرها 14 مليون دولار على رأسه. أثناء الهروب إلى المغرب باستخدام ولاءاته السابقة، يلتقي جون بصوفيا، وهي صديقة قديمة، ومديرة شركة «موروكان كونتننتال», وشخص يحمله جون مقابل خدمة غير محددة في الماضي. تساعده صوفيا في العثور على الشيخ، الرجل الوحيد الذي يتفوق على الطاولة العالية. يوافق الشيخ على إلغاء العزل مقابل قتل ونستون وخدمة المائدة العليا لما تبقى من حياته. يقطع جون إصبع الخاتم ويقدم خاتم زواجه إلى الشيخ لإثبات ولائه. يعود إلى نيويورك ويلاحقه قتلة حتى يصل إلى الملاذ الآمن في كونتيننتال. يجتمع جون مع ونستون لكنه يقرر عدم قتله. وبدلاً من ذلك، يقاتل جون وبواب الفندق شارون ضد «هاي تيبل» ومنفذيهم. هزيمة بنجاح موجات من المهاجمين، وينستون وممثل الجدول العليا، والمحكم، الشعير على سطح الفندق. في النهاية، أطلق ونستون النار على جون عن قصد على سترته المضادة للرصاص عدة مرات لاستعادة مكانته مع الطاولة العالية، بينما لم يكن يقصد خيانته وسقط جون من السقف إلى الشارع. يستقبل The Bowery King, الذي يتعافى من الجروح الخطيرة التي سببها قاتل The Adjudicator, جون المصاب بجروح بالغة في مخبئه، حيث يخبر جون أنه يخطط للانتقام من High Table ويوافق جون على الانضمام إليه.

## التوصيف
تم وصف الشخصية والامتياز على أنهما «شخصية بعبع مركزية لا يمكن قتلها» و «حديثة، وعملية المنحى معادلة لامتيازات الرعب في الثمانينيات», ويقال إن عدد القتلى يصل إلى 306, متجاوزًا جيسون فورهيس ومايكل مايرز مجتمعة. وصفت حملة ويك العنيفة التي يقودها رجل واحد بأنها حالة متطرفة من الانتقام في مكان العمل. وينظر اليه إلى حد كبير يرتدي داكنة اللون، مصممة الدعاوى تجهيزه مع الدروع البالستية. إنه مقاتل مميت ويتقن استخدام المسدسات والبنادق والسكاكين وأنواع مختلفة من الأسلحة بالإضافة إلى القتال اليدوي. لديه وشم كبير على ظهره مع عبارة لاتينية مكتوبة على يديه المصليتين تحمل صليبًا نصها "Fortis Fortuna adiuvat" (بالعربية: الثروة تفضل الشجعان).

## استقبال
منذ بداية الامتياز، يُنظر إلى شخصية جون ويك وتطوره في التتابعات اللاحقة على أنها إعادة تنشيط لمسيرة كيانو ريفز. تتمتع الأفلام بعبادة جماهيرية ضخمة وقد تم الإشادة بتصوير ريفز للشخصية.

## في وسائل الإعلام الأخرى
ظهر جون ويك في باي داي 2 كجزء من محتوى الربط المجاني ولاحقًا في محتوى John Wick Heists DLC.
ظهر جون ويك بمثابة كروس الجلد في المعركة لعبة رويال فورتنايت. كان هذا نتيجة للأطفال الصغار والمراهقين الذين ظنوا خطأ ريفز في الجلد، المسمى The Reaper, في اللعبة. وفقًا لـ Republic World, يعد الجلد من أكثر أنواع البشرة شيوعًا في اللعبة.

## روابط خارجية
- "John Wick (2014) - Trivia - IMDb". قاعدة بيانات الأفلام على الإنترنت. مؤرشف من الأصل في 2018-04-09. اطلع عليه بتاريخ 2019-10-11.
- Bean، Travis (12 سبتمبر 2019). "The Reason People Connect So Deeply With John Wick". فوربس. مؤرشف من الأصل في 2019-09-12. اطلع عليه بتاريخ 2019-10-11.
- مواقع الأفلام